# Я убит подо Ржевом
Я убит подо Ржевом — стихотворение Александра Твардовского о событиях битвы за Ржев в 1942 году, в один из самых напряжённых моментов Великой Отечественной войны. Написано в 1946 году.
Я убит подо Ржевом,

В безыменном болоте,

В пятой роте, на левом,

При жестоком налёте.

Я не слышал разрыва,

Я не видел той вспышки, —

Точно в пропасть с обрыва —

И ни дна, ни покрышки.

…

Летом, в сорок втором,

Я зарыт без могилы.

…

И у мертвых, безгласных,

Есть отрада одна:

Мы за родину пали,

Но она — спасена.

## История произведения
Существует несколько версий как процесса создания стихотворения, так и реальных событий (операций), которые подразумеваются в произведении поэта.
Сам Твардовский в статье о создании стихотворения писал:
В основе его уже неблизкая память поездки под Ржев осенью 1942 года на участок фронта, где сражалась дивизия полковника Кириллова
— и далее: 

…Впечатления этой поездки были за всю войну из самых удручающих и горьких до физической боли в сердце. Бои шли тяжелые, потери были очень большие, боеприпасов было в обрез — их подвозили вьючными лошадьми.
Вернувшись в редакцию своей фронтовой «Красноармейской правды», которая располагалась тогда в Москве, в помещении редакции «Гудка», я ничего не смог дать для газетной страницы, заполнив лишь несколько страничек дневника невеселыми записями…
Стихи эти продиктованы мыслью и чувством, которые на протяжении всей войны и в послевоенные годы более всего заполняли душу. Навечное обязательство живых перед павшими за общее дело, невозможность забвенья, неизбывное ощущение как бы себя в них, а их в себе, — так приблизительно можно определить эту мысль и чувство…
В таком случае, речь шла о Первой Ржевско-Сычёвской операции.
Дочь Твардовского, доктор исторических наук Валентина Александровна Твардовская сообщает, что её отец «никогда не рассказывал об истоках этого стихотворения. Ни маме, ни мне, ни семье. И не писал об этом открыто, хотя был тогда на Западном фронте, где осуществлялась Ржевско-Вяземская операция — многомесячная и кровавая. В письмах тогда ничего не возможно было рассказать. Цензура не допускала никаких определений географических, местоположения. Полевая почта и всё. Это была одна из его поездок в качестве фронтового корреспондента. Отец ездил на разные участки Ржевско-Вяземской операции». Ржевско-Вяземская операция проходила не осенью, а весной 1942 года. Эту же хронологическую привязку дают и другие источники. Полковник Кириллов, упомянутый Твардовским в воспоминаниях, был награждён за участие как раз в Ржевско-Вяземской операции весны 1942 года. Однако в самом стихотворении упоминается лето 1942 г., а не весна или осень.
Ещё одна версия была изложена в журнале «Молодая Гвардия» (№ 5—6 2000 г.) публицистом Олегом Демченко. На лежащего в московском госпитале бойца В. П. Бросалова его родным пришла «похоронка», сообщавшая о его гибели подо Ржевом. В госпитале встретились Твардовский, Бросалов и его мать, которая и показала Твардовскому документ. «Прочитав её (похоронку), поэт сказал: о боях за Ржев он обязательно напишет стихи. Обещание Твардовский сдержал. Стихотворение „Я убит подо Ржевом“ вскоре прозвучало на всю страну.» Однако стихотворение Твардовский написал не «вскоре», а через 4 года; остальные факты тоже изложены лишь со слов Бросалова и не подтверждены историческими источниками.

## Культурное значение

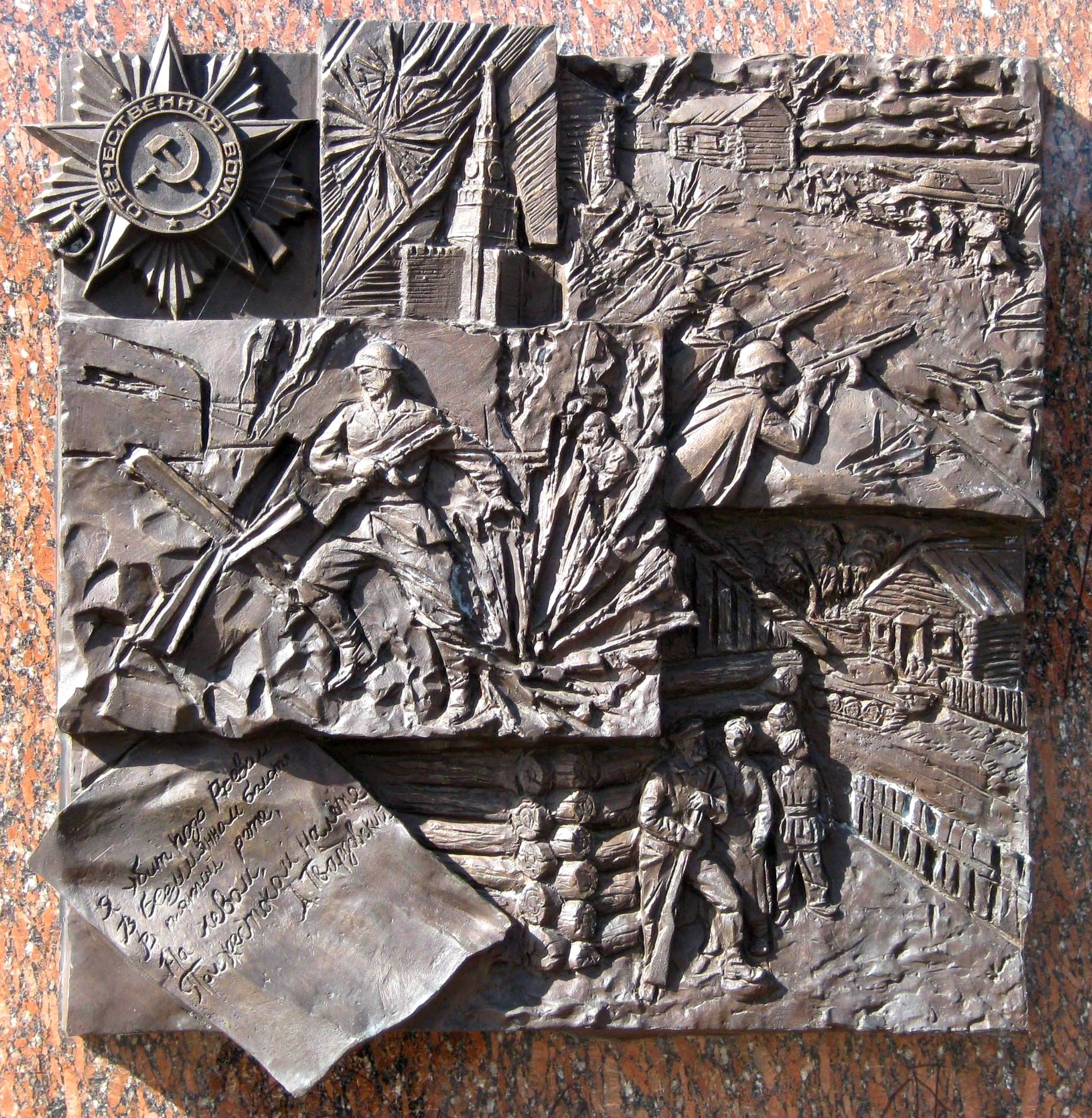
Один из барельефов стелы «Ржев — город воинской славы».
Внизу строки из стихотворения

Стихотворение «Я убит подо Ржевом» — одно из наиболее известных и значимых произведений Александра Твардовского, вошедшее в школьные учебники.
На стихи Твардовского Родионом Щедриным написан цикл хоров («4 хора на слова Твардовского»), среди которых есть произведение «Я убит подо Ржевом». Цикл также включает в себя произведения «Как дорог друг», «Прошла война» и популярнейший хор «К вам, павшие».
Известный советский и российский композитор Владимир Мигуля написал песню на стихотворение «Я убит подо Ржевом», которую и исполнил сам.
Фрагмент стихотворения «Я убит подо Ржевом» запечатлён на одном из барельефов стелы «Ржев — город воинской славы».
Строчки «Мы за Родину пали. Но она — спасена» нанесены позолоченными буквами на мраморной плите с венком в мемориальном комплексе «Ржевский мемориал Советскому солдату».